# حب وحرمان (فلم)
حب وحرمان (بالإنجليزية: Love and Deprivation)، فيلم سينمائي درامي مصري، إنتاج 1960 إخراج: إبراهيم عمارة، تأليف عبد الشافي محمد، وتمثيَلرشدي أباظة، مها صبري، حسين رياض، ماهر العطار، وداد حمدي، حسين إسماعيل.

## قصة الفيلم
يُصاب أسامة (رشدي اباظة) في حادث سيارة، ويتم سفره للخارج في رحلة علاج، ويعود معافي لكن يخبره الطبيب بأنه قد أصبح عاجزًا من الناحية الجنسية، تشعرإلهام (مها صبري) خطيبته ووالدها سامي (حسين رياض) بالسعادة لأنه عما قريب سيتم زواجهما، ويلحان علي تحديد ميعاد الزواج، فيحاول الابتعاد عنها، فتصاب باليأس، وتتعرف إلى المطرب الشاب الفقير نادر (ماهر العطار) وتقنعه أنها فقيرة مثله، وينجحان في الأفراح الشعبية، تقابل أسامة في حفلة هي ونادر لتثير غيرته، يصارح نادر إلهام بحبه، في الوقت الذي يحدث فيه حادث آحر لأسامه ويتمكن الدكتور أدهم (إبراهيم عمارة) من إسعاف أسامه، ويجرى له الجراحة اللازمة، لتعود لأسامه حيويته الجنسية، ويصبح قادرًا على الزواج، لتفرح به إلهام.

## القصة الكاملة
سامى المواردى (حسين رياض) صاحب مصانع إلهام للغزل والنسيج، قام بتربية ابن شقيقه أسامه حسين المواردى (رشدي اباظة)، بعد فقده لوالديه، وذلك مع إبنته إلهام (مها صبري) وأصبح بعد ذلك أسامة هو المهندس المسئول عن مصانع عمه، كما نشأت قصة حب متبادل بينه وبين ابنة عمه إلهام، وسافر أسامه للخارج للتعاقد على شحنات من الغزل، وماكينات نسيج جديدة، ولكن حادث طريق بالخارج، أدى لإصابة أسامه بكسر في العمود الفقري، نتج عنه فقده لقدرته الجنسية، وأثبتت الأشعة استحالة عودته لحياته الطبيعية، وأكد تقرير الأطباء عدم صلاحيته للزواج.
وانتظرت إلهام بفارغ الصبر، عودة حبيبها من الخارج، بعد الاطمئنان على سلامته، وذلك لسرعة إتمام زواجهما، وأعدت إلهام حجرة بمنزلهم الكبير، لإقامة ابن عمها أسامه بها، والذي عاد مهموما لعدم قدرته على إتمام الزواج، بسبب عجزه، ولذلك صارح عمه بالحقيقة، وأطلعه على صور الأشعة والتقارير، واحتار العم في أمر ابنته وأمر ابن أخيه، فالمصيبة بالنسبة له مضاعفة، وتلكأ الاثنان في تحديد ميعاد لكتب الكتاب، وحضر من البلد خال إلهام الشيخ عماره (أحمد شوقي)، وحث الجميع على سرعة إتمام الزواج، بعد أن أهدى إلهام مصاغ أمها، التي تركته وديعة لديه، ليعيده لإبنتها عند زواجها ولكن أسامه صارح الشيخ عماره  بالحقيقة، وأطلعه على صور الأشعة والتقارير، فنصحه بترك المنزل ليكون بعيدا عن إلهام، ويحدث الجفاء بينهما، ويستحسن ان يوهمها انه لايحبها، وانه يطمع في ثروة أبيها، وبالفعل استأجر اسامه شقة ليقيم بها، بدعوى وجوب ابتعاده عن العروس حتى يتم الزواج، ولكن إلهام أرادت ان تعد مفاجأة لحبيبها اسامه، فأعدت تورته وتوجهت لشقته، وطلبت من الخادم عثمان (علي عامر) عدم اخبار اسامه بوجودها، حتى تتم المفاجأة، ولكن الخادم أخبر اسامه بوجودها، فاستغل اسامه الموقف، وإتصل تليفونيا بعمه سامى، متظاهراً بإنه يكلم صديقته، التي طلب منها الانتظار حتى يستولى على ثروة عمه، بزواجه من ابنته إلهام، ثم يتركها ليتزوجان، سمعت إلهام الحديث فقررت الابتعاد عن ابن عمها الانتهازى، الذي مثل عليها الحب طوال سنوات عمرهما، والتي لم تستطع ان تكشف زيف مشاعره كل تلك المدة، وخرجت إلهام من عند اسامه، لا ترى أمامها حتى اصطدمت بشاب يركب دراجة، وتبعثرت اوراقه، وقام المارة بجمعها له، ثم اصيبت إلهام بإغمائة بسيطة، فتبرع شاب (خليل بدرالدين) بتوصيلها لمنزلها، ولكن أحد المارة (محمد سليمان) عثر على اخر ورقة، من الأوراق المبعثرة فأعادها إلى إلهام، وفي المنزل وبعد ان فاقت إلهام من اثار الصدمة العاطفية، اكتشفت الورقة الغريبة بحقيبتها، وأنها ورقة من نوتة موسيقية بها لحن لم يكتمل، وقامت بعزفها على البيانو، وتأثرت بها وارادت استكمالها، وعلمت من الورقة انها تخص نادر عبد الحي (ماهر العطار)، الطالب بالسنة النهائية بمعهد الموسيقى، فذهبت لمقابلته، ليستقبلها مدير أعماله الحاج بدر منير (عبد الغنى قمر) صاحب مكتب التخديم ودفن الموتى ومتعهد الافراح، ومساعدته سلطانة (وداد حمدي)والتي أراد ان يوفر مرتبها فتزوجها، واخبراها ان نادر يقيم بحارة الزرايب، وتعرفت عليه لسماع باقى اللحن، واكتشفت انه فقير، فإدعت انها فقيرة مثلهم، وشاركتهم الغناء في الافراح نظير اجر، وعندما عاتبها والدها وابن عمها على علاقتها، بشاب ليس من طبقتهم، أعلنت انها ستتزوج منه، واراد اسامه ان يثبت لها ان نادر عندما يصبح مشهورا، سيتخلى عنها من أجل أخرى ثرية، فاتفق مع صاحب شركة إسطوانات (ادمون تويما)، ان يحتكر صوت نادر ويسجل له أسطوانات ويوزعها، ويدفع سامى المواردى كل التكاليف، وعدم اخبار نادر بأن الممول هو المواردى، وبالفعل سجل نادر عدة أسطوانات ووضع قدمه على طريق الشهرة، فقررت إلهام اطلاع نادر والحاج بدر وزوجته سلطانة، بحقيقة ثرائها مع إعداد مفاجأة لنادر بالزواج به، فأعدت حفلا لزواجها وأخبرت نادر وبدر ان صاحب المصنع الذي يعمل به والدها، يعد فرحا لزواج ابنه، وانه يريدهم ان يحيوا الفرح، وذهب الجميع لإحياء الفرح، ولكن اسامه صارح نادر بأن سامى المواردى والد إلهام هو الذي أنتج له الأسطوانات، وأنهم أصحاب الفضل عليه، لكى يصبح جديرا بالانتساب لعائلتهم، فرفض نادر واصحابه، ان يشتريهم الأغنياء بأموالهم، وأن فقرهم أكرم لهم من تلك المساعدة، وأصيبت إلهام بصدمة عصبية، جعلت أسامه يسارع إلى نادر، ويشرح له قصة حبه مع إلهام ويطلعه على الأشعة وتقارير الأطباء، ويطلب منه عدم التخلى عن إلهام من أجل حبهما، ويقوم باصطحاب نادر معه في سيارته، ويسرع للوصول إلى إلهام، فتنقلب السيارة بهما، وينقلون إلى المستشفى، وتقوم إلهام بزيارة نادر، الذي يصارحها بحقيقة مشاعر أسامه، ويطلعها على صور الأشعة وتقارير الأطباء، بينما تمكن الدكتور أدهم (إبراهيم عمارة) طبيب العائلة، من إسعاف أسامه، وبالمرة أجرى له الجراحة اللازمة، لتعود لأسامه حيويته الجنسية، ويصبح قادرًا على الزواج، لتفرح به إلهام وترتمى في أحضانه.

## فريق العمل
- إخراج: إبراهيم عمارة
- تأليف: عبدالشافي محمد
- تمثيل:
  - رشدي أباظة... أسامه حسين المواردى
  - مها صبري... الهام سامى المواردى
  - حسين رياض... سامى المواردى
  - ماهر العطار... نادر عبد الحى
  - وداد حمدي... سلطانه
  - عباس الدالي... الحاج خليل الطباخ
  - حسين إسماعيل... '
  - أحمد شوقي... الشيخ عماره خال إلهام
  - عبدالغني قمر... الحاج بدر منير
  - عبدالحميد بدوي... الحاج محمود الحانوتى
  - خليل بدر الدين... سائق السيارة التي صدمت الهام
  - كوثر رمزي... الخادمة بطه
  - ليلى يسري... راقصة
  - سميحة محمد... ام سيده المنصورى
  - مطاوع عويس... راقص بالفرح البلدى
  - روحية جمال... سيده المنصورى
  - محمد أبو السعود... المعلم ربيع
  - ميمي جمال... '
  - إمتثال زكي... راقصة
  - إدمون تويما... صاحب شركة الاسطوانات
  - طوسون معتمد... راقص بالفرح البلدى
  - عبدالعظيم كامل... طبيب
  - عزت عبدالجواد... احد ضيوف الحفل
  - إبراهيم عمارة... دكتور ادهم طبيب العائلة
  - محمد سليمان... أحد المارة أثناء حادث الهام
  - مصطفى عكاشة... سعيد المكوجى

## اغانى الفيلم
| الأغنية       | المؤلف             | الملحن      | المطرب/ة             |
| ------------- | ------------------ | ----------- | -------------------- |
| داب قلبى      | محمد حلاوه         | محمد الموجى | ماهر العطار          |
| قد إيه حبيتك  | محمد حلاوه         | محمد الموجى | مها صبري             |
| كل ليلة       | مرسي جميل عزيز     | محمد الموجى | ماهر العطار          |
| مجروح ياقلبى  | عبد الفتاح مصطفى   | بليغ حمدي   | مها صبري             |
| يا صحبة الورد | محمود فهمى إبراهيم | عزت الجاهلى | ماهر العطار مها صبري |